# Apparitions mariales de Querrien

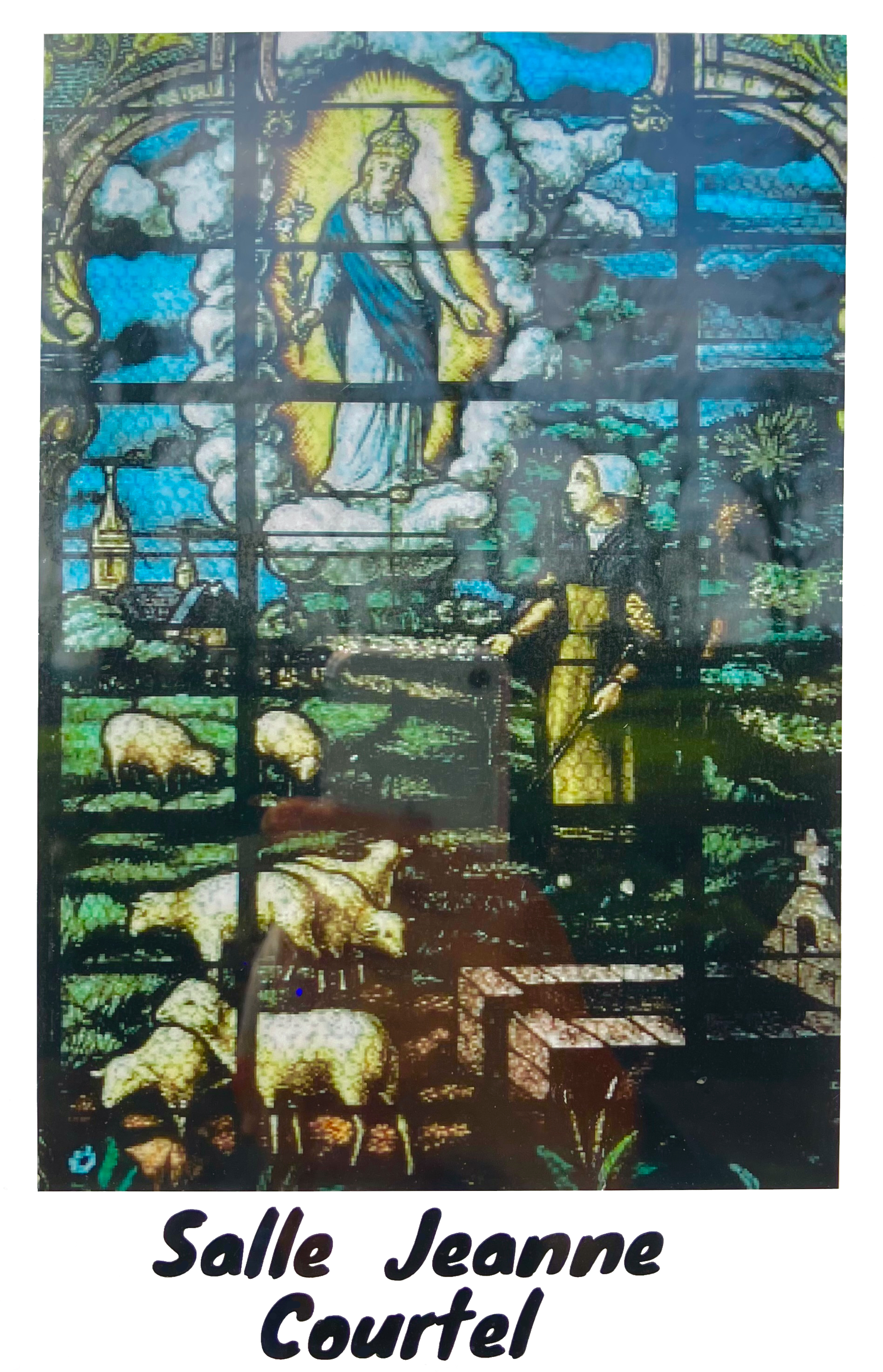
Extrait du vitrail de l’apparition de la Notre-Dame de Toute Aide.

Les apparitions mariales de Querrien désignent les apparitions mariales survenues à Jeanne Courtel (1641-1703), une petite fille de 11 ans, à partir du 15 août 1652 jusqu'au début septembre de la même année, sur la commune de La Prénessaye, Côtes-d'Armor (France). Ces apparitions se seraient produites à une quinzaine de reprises. Lors de la première « apparition mariale », la jeune fille, sourde et muette de naissance, retrouve la parole et l'audition instantanément, à la surprise de tous les habitants du village. Quelques jours plus tard, elle demande à faire creuser le sol, près d'une source connue pour y retrouver une statue de la Vierge. La statuette de bois est retrouvée au lieu indiqué, confirmant pour la population l'authenticité des déclarations de la fillette.
L'évêque du lieu, Denis de La Barde, diligente une enquête et se rend sur place pour vérifier les déclarations de l'enfant. Satisfait de ses auditions, il fait ériger une chapelle pour organiser la dévotion des fidèles. Le récit des événements, rédigé tardivement, ne permet pas de reconstruire précisément les déclarations de la voyante.
L'apparition, reconnue implicitement par la construction d'une chapelle et l'organisation du culte, n'a pas donné lieu à une proclamation officielle de reconnaissance par l'évêque, comme ce sera le cas 2 siècles plus tard à La Salette ou Lourdes, par exemple.
La chapelle, construite sur le lieu de découverte de la statuette, devient très vite un haut lieu de pèlerinage local, encore fréquenté de nos jours par plus de 70 000 pèlerins par an, et avec une affluence particulière lors des pardons.

## Historique

### Contexte
Le lieu des apparitions est le village de Querrien sur la paroisse de La Prénessaye, entre Loudéac et Merdrignac, à une quarantaine de kilomètres au sud de Saint-Brieuc. 
Ce lieu est marqué par l'histoire de l'évangélisation de la Bretagne. Selon la tradition, en 574 le moine saint Colomban et douze compagnons irlandais débarquent sur les côtes bretonnes. La tradition rapporte que l’un de ces moines, saint Gal, fonde un ermitage au Montrel en Langast, puis, il se rend à Querrien où il fait jaillir « une source afin que les gens puissent y pétrir du pain. ». Toujours selon la tradition, Gall sculpte une statuette de la Vierge à l’Enfant et la place dans un oratoire en bois. Au gré du temps, l'oratoire est abandonné, il se désagrège et la statue tombe au sol et se retrouve enterrée dans la boue près de la source. Le hameau se développe faiblement, car 10 siècles plus tard, en 1652, seuls une vingtaine de foyers vivent autour de ce point d'eau, dont six tenures. Jean et Jeanne Courtel (les parents de la voyante), qui se sont mariés vers 1625, disposent de l'une des tenures.
Le récit des événements nous est connu par Olivier Audrain, un contemporain, qui en septembre et octobre 1652, a consigné tous les événements qui se sont déroulés à Querrien. Son témoignage est le seul document d'époque parvenu jusqu'à nous (et relatant les apparitions). Ce document prend la forme d'un cahier mémoire. Il est conservé aux archives diocésaines. Le récit des apparitions a été rédigé par  le chanoine Joseph le Texier, « l'historien du sanctuaire », qui après avoir collecté les éléments, en a réalisé une publication en 1926 où il a « restitué l'historicité des événements ». Bouflet et Boutry soulignent que les déclarations épiscopales réalisées à cette époque « ne faisaient pas mention du récit des apparitions ».

### Première apparition

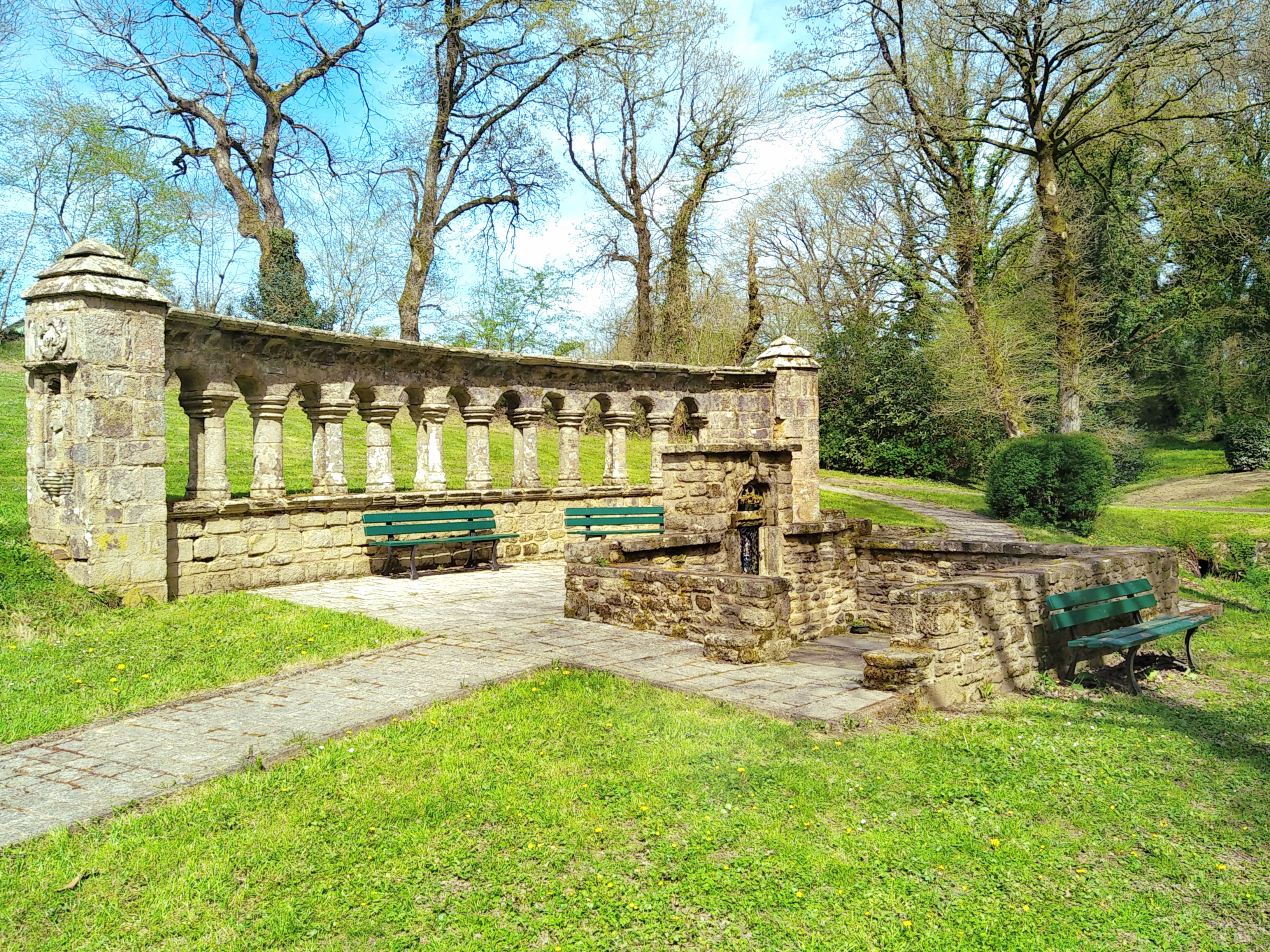
Le Champ des Fontenelles, lieu de la première apparition.

Le 15 août 1652, la petite Jeanne Courtel, âgée de 11 ans, sourde et muette depuis sa naissance, fait paître le troupeau de moutons familial au « champ des Fontenelles ». Vers 18 h, l'enfant commence à réciter le chapelet, comme à son habitude. Elle ressent alors comme « un coup de vent dans son dos ». En se retournant, la petite Jeanne aperçoit une belle demoiselle, habillée de satin blanc. La femme lui sourit, elle a une auréole brillante sur la tête, et elle est debout sur un nuage situé au-dessus du sol,,.
La conversation s'engage entre la femme et l'enfant, et pour la première fois de sa vie, Jeanne entend distinctement les paroles qui lui sont adressées,,, :

« Charmante bergère, donne-moi l’un de tes moutons.

- Ces moutons ne sont point à moi… ils sont à mon père. S'il veut vous en faire présent, j'y consens volontiers.

- Retourne voir tes parents… et pour moi demande-leur un agneau.

- Mais qui gardera mon troupeau ?

- Moi-même, je garderai tes moutons ! ».

La petite retourne  chez ses parents qui médusés l’entendent parler et leur dire, :

« Mon père, une dame est venue me voir, et elle m’a demandé un de vos agneaux.

- Ah ! ma fille, si cette Dame t’a rendu la parole, nous lui donnerons tout le troupeau, répond son père ».

### Seconde apparition
Le lendemain, Jeanne, qui a recouvré la parole, rencontre à nouveau « la demoiselle, habillée de satin blanc ». Celle-ci lui déclare « je suis la Vierge Marie. J'ai choisi ce lieu pour y être honorée. Je veux qu'on m'édifie une chapelle au milieu de ce village. Chapelle dans laquelle des gens, venus de partout, viendraient prier »,,. Jeanne retourne alors voir ses parents pour leur rapporter le message de « la dame » :

« Elle dit qu’elle est la Vierge Marie, et qu’il faut lui construire une chapelle au milieu du village pour que les pèlerins puissent venir en foule pour l’honorer.

- Si tu dis vrai, nous demanderons à l’évêque de nous permettre de lui construire un sanctuaire, lui répond-on ».

### Autres apparitions
Jeanne indique avoir eu d'autres apparitions de la Vierge les 17, 18 et 20 août en différents lieux (le champ des Etoubles et celui des Bosquereaux),.
Le 20 août, la Vierge aurait déclaré à la voyante : « Pour preuve que le message dont je te charge vient du ciel, on découvrira à quelques pas de la fontaine de Saint-Gal [...] une image qui fut anciennement honorée »,,.
Sur les indications de la fillette, les habitants découvrent une statue en bois d'une Vierge à l'Enfant près de la mare de Saint-Gall, enterrée dans la boue. D'après la tradition, cette statue aurait été taillée mille ans plus tôt par le moine irlandais saint Gall, et conservée en bon état depuis mille ans par les eaux de la source,. Dès ce jour, plusieurs pèlerinages sont organisés spontanément depuis les environs, sur le lieu de la découverte de la statuette. Plusieurs « guérisons miraculeuses » sont alors rapportés par la population. Les autorités de l’Église en constatent et consignent vingt-quatre,.

## Suites et conséquences

### La voyante
Jeanne Courtel (1641-1703) est la fille de pauvres cultivateurs du hameau. Elle est sourde et muette de naissance. L'apparition de la Vierge le 15 août 1652 lui « rend l'audition et la parole ». Sur le plan religieux, elle est admise à la première communion et à la confirmation. Elle est sollicitée de nombreuses fois pour être la marraine d'enfant ou comme témoin dans les actes de catholicité de la paroisse (mariage, etc.). 
Jeanne épouse Damien Saulnier, sieur de la Motte, contremaître aux forges du duc de Rohan, en 1675. Le couple a cinq enfants, dont trois vont mourir en bas âge. Elle décède à Querrien le 8 octobre 1703. Elle est inhumée dans la chapelle du sanctuaire (où sa pierre tombale est visible dans le transept),,.

### Enquête et reconnaissance par l’Église
Le recteur de La Prénessaye reçoit la jeune voyante dès le 16 août. Il se montre prudent et réservé. La découverte de la statue le 20 août ne le convainc pas totalement, il reste prudent mais non hostile à la jeune fille.
Pour demander la construction de la chapelle, Jeanne se rend fin août à l'évêché avec quelques habitants. L'évêque de Saint-Brieuc la reçoit. Denis de La Barde nomme deux enquêteurs, dont le recteur de Querrien pour faire la lumière sur ces supposées apparitions de la Vierge. Les enquêteurs se rendent sur place, auditionnent les habitants et dressent des procès verbaux. L'évêque est ensuite notifié du résultat de leur enquête,,,. 
Le 11 septembre 1652, l'évêque se rend en personne à Querrien, interroge Jeanne Courtel, ainsi que divers témoins, et leur demande de confirmer sous serment leurs déclarations. Après quoi, l'évêque émet un avis positif[source insuffisante] sur l'apparition et décide de faire bâtir une chapelle et d'y organiser le culte. Le 29 septembre suivant l'évêque revient bénir la première pierre de la future chapelle au cours d'une célébration qui rassemble 1 500 pèlerins,,.
Quelques années plus tard, le 9 août 1656, Denis de La Barde déclare : « Voyant que la dévotion des peuples envers Notre-Dame de Toute Aide de Querrien continue, et qu'il est nécessaire que les personnes qui recourent de toute part au lieu-dit soit assistées, conduites et dirigées en leurs pieux desseins, nous ordonnons qu'il sera érigée quatre chapellenies perpétuelles pour y faire célébrer les messes, chanter les offices divins que nous ordonnerons, administrer les sacrements, instruire, catéchiser et prêcher les peuples »,,.
Reconnaissance officielle, ou non ?
Il y a une ambiguïté et une confusion dans un certain nombre de déclarations, faites tant sur des sites internet que dans divers articles de la presse grand public. Ainsi nous pouvons lire fréquemment que « Querrien est le seul lieu d’apparition de la Vierge Marie authentifié en Bretagne », ou « que l’Église catholique a officiellement reconnue »,,,. Mais Bouflet et Boutry précisent bien dans leur étude qu'il n'y a « aucune mention d'apparition dans le document ecclésiastique » créant le sanctuaire et y organisant le culte. Ils ajoutent : « la logique de la pratique tridentine [consiste à] effacer la mémoire du prodige et de son témoin » pour y structurer le culte (conformément aux canons de l’Église). Pour eux, les apparitions mariales n'ont pas été « officiellement reconnues » comme le seront plus tard celles de La Salette, Lourdes ou de Fátima. De même Yves Chiron ne précise aucune reconnaissance épiscopale officielle, en dehors de la construction d'une chapelle et de la mise en place de chapelains pour prendre en charge les fidèles.
En ce qui concerne la reconnaissance, ces apparitions sont à rapprocher de celles de Cotignac, de la rue du Bac ou de Notre-Dame de l'Osier où le culte est autorisé, organisé et même encouragé, mais pour lesquels, à ce jour (en 2021) aucun évêque ou aucune autorité vaticane, ne s'est officiellement prononcé sur la véracité des déclarations du ou des voyants.

### La chapelle

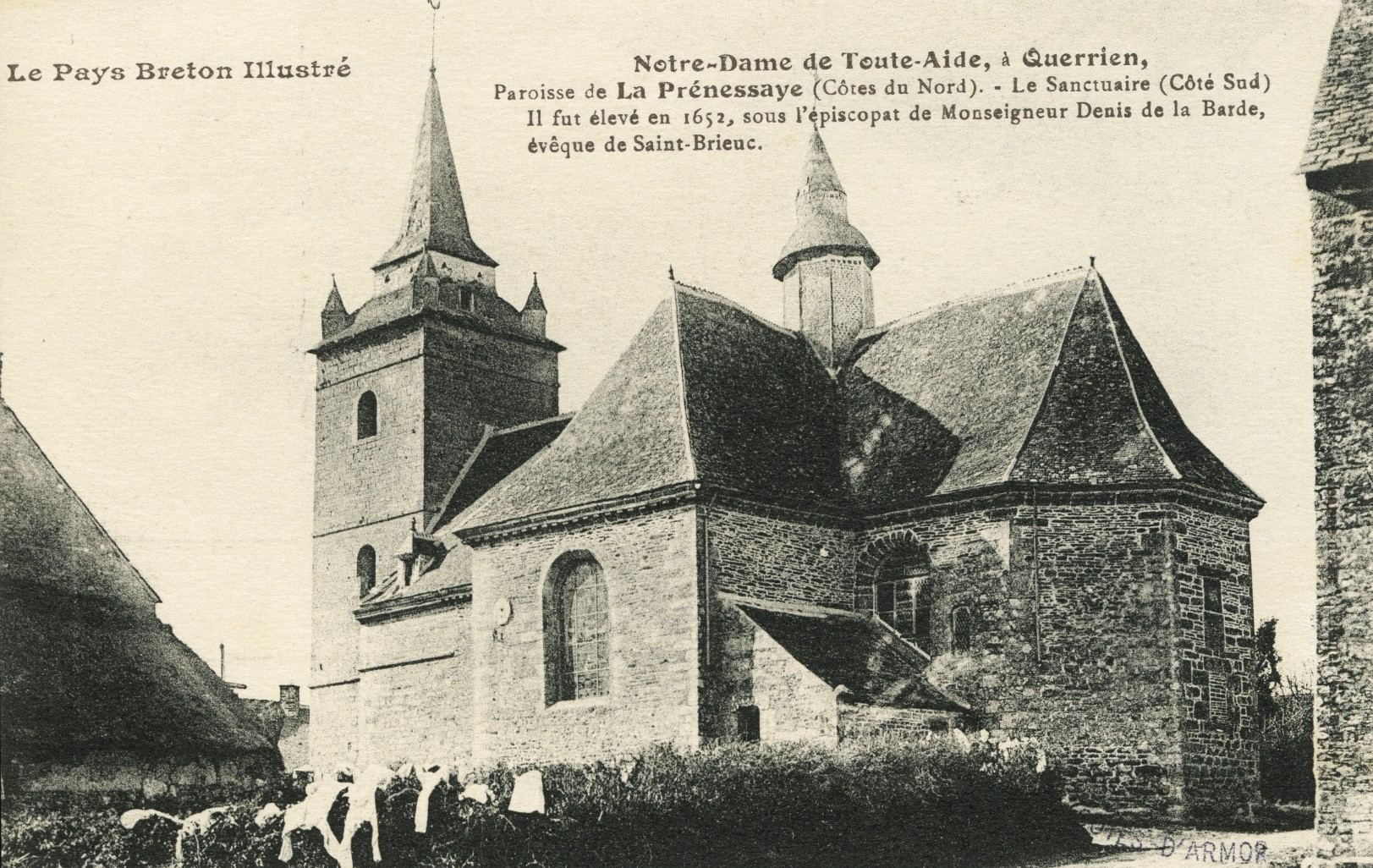
Photo de la chapelle autour de 1920.

Une chapelle provisoire fut édifiée dès septembre 1652. Le chœur fut placé sur le lieu même de la découverte de la statue. La chapelle actuelle est construite de 1652 à 1656, à la demande de l'évêque Denis de La Barde. Elle attire très vite un nombre important de pèlerins venus demander la protection de la Dame de Querrien, honorée dès le départ sous le vocable de « Notre-Dame de Toute-Aide »,.
Cette chapelle possède un certain nombre d’éléments classés sur le plan patrimonial.
Le 14 août 1950, la statue de Notre-Dame-de-Toute-Aide présente dans la chapelle de Querrien est couronnée canoniquement avec l'autorisation du pape Pie XII,.

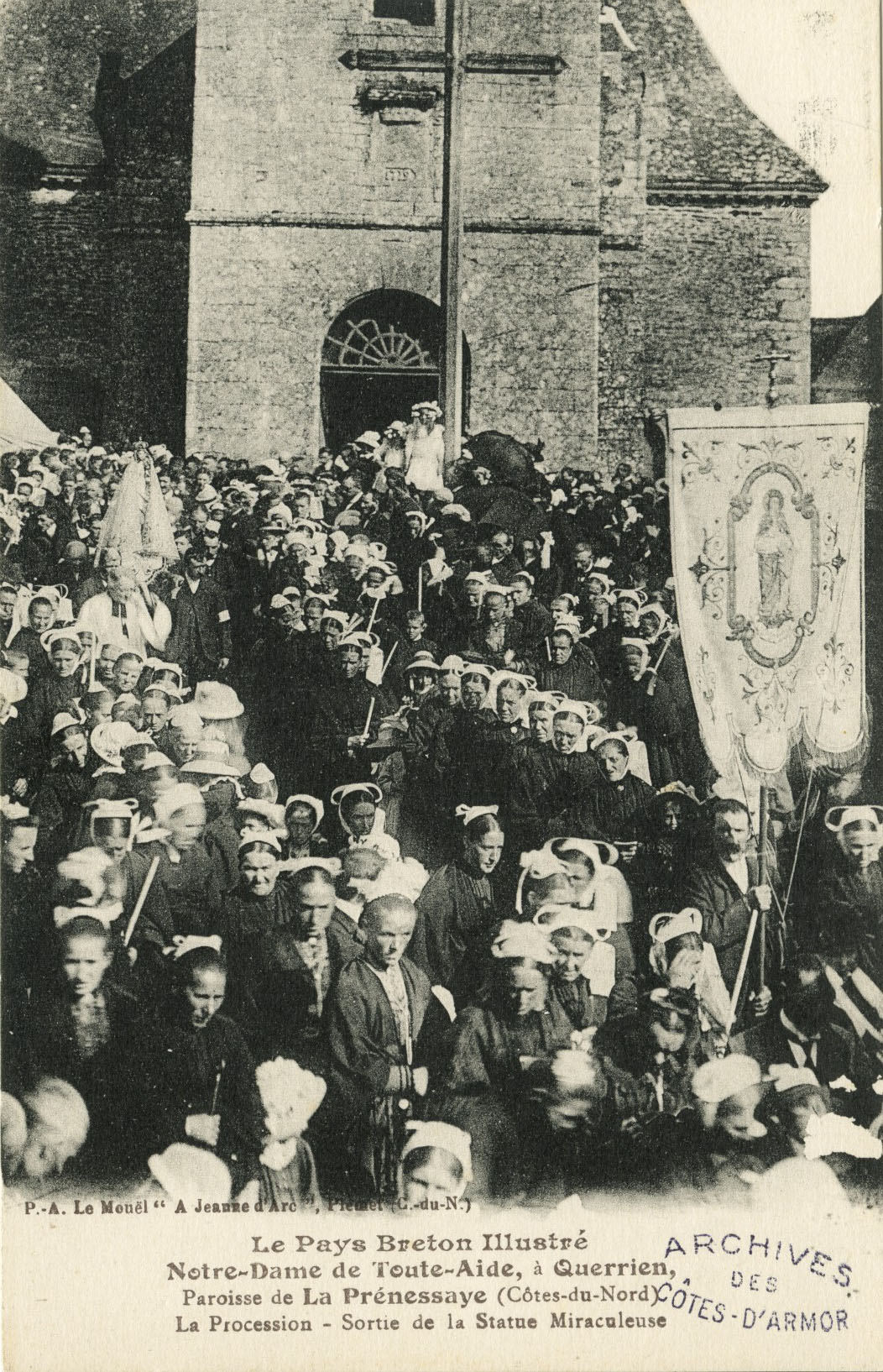
Chapelle Notre-Dame-de-Toute-Aide, sortie de la statue miraculeuse lors d'une procession. Carte postale (v. 1920).

### Persistance du culte
Le sanctuaire de Querrien accueille des pèlerins venant du monde entier depuis 350 ans. On dénombre entre 70 et 100 000 pèlerins chaque année. Les deux grands pardons sont ceux du 15 août (fête de l'Assomption) et du second dimanche de septembre, également appelé le « pardon des malades ». Cette dernière célébration commémore le 11 septembre 1652, date à laquelle l'évêque de Saint-Brieuc est venu reconnaître l'authenticité des apparitions. Ces deux fêtes sont les dates de plus grande affluence avec environ 10 000 pèlerins par rassemblement. Ces célébrations sont présidées par un évêque pouvant venir de l'extérieur du diocèse,.
Un autre « petit pardon » est célébré le dimanche le plus proche du 7 octobre :  celui du Rosaire.
Le sanctuaire de Querrien est surnommé « le petit Lourdes breton ». 
Le 15 août 2020, de nombreux fidèles se rassemblent dans le sanctuaire pour la messe célébrée par l'archevêque de Rennes, Pierre d'Ornellas en l'occasion du 70e anniversaire du couronnement de la statue de Notre-Dame de Toute-Aide.
Sur le site vit une communauté de trois religieuses. Elles veillent sur le sanctuaire de Notre-Dame-de-Toute-Aide. Une association de fidèles organise les visites du site et l'animation religieuse pour les pèlerins.